# Movimiento Progresista
El Movimiento Progresista fue una alianza política formada por los partidos políticos mexicanos de la Revolución Democrática (PRD), del Trabajo (PT) y Movimiento Ciudadano, construida alrededor de la candidatura del entonces perredista y ex jefe de Gobierno del Distrito Federal Andrés Manuel López Obrador, para competir en las Elecciones federales en México de 2012. Esta unión también se usó para los candidatos al Senado y a la Cámara de Diputados en distintos estados, así como en candidatos a gubernaturas en las mismas elecciones del mismo año.
Como alianza de izquierda, propuso, en palabras de su candidato López Obrador "un proyecto alternativo de nación que busca cambiar la política neoliberal que se ha desarrollado en México desde mediados de los años 80".
En julio de 2013 Marcelo Ebrard retomó el nombre para crear una expresión del Partido de la Revolución Democrática (PRD), el Movimiento Progresista, que en enero de 2014 se convirtió en asociación civil con el nombre de Movimiento Progresista AC

## Resultados electorales

### Presidencia de México
|  | 22.18 % |

|  | 31.61 % |

|  | 5.18 % |

|  | 4.25 % |

### Cámara de senadores
|  | 18.56 % |

|  | 27.25 % |

|  | 4.66 % |

|  | 4.03 % |

### Cámara de diputados
|  | 18.35 % |

|  | 26.95 % |

|  | 4.59 % |

|  | 4.00 % |

### Gubernaturas
|  | 17.41 % |

|  | 43.29 % |

|  | 50.41 % |

|  | 5.38 % |

|  | 65.58 % |